# 우노 (카드 게임)
우노(UNO)는 특수한 카드 벌을 이용해 벌일 수 있는 카드 게임의 한 종류이다. 이 놀이는 1971년에 멀 로빈스가 개발하였다. 현재는 마텔사에서 생산하고 있다. 우노는 일반적인 트럼프 카드로 하는 마우 마우 놀이와 매우 비슷하다.
우노라는 이름은 스페인어와 이탈리아어로 "하나"라는 뜻이다.

## 공식 규칙
기성의 카드 한 벌은 빨강, 초록, 파랑, 노랑 등 네 가지 색깔의 짝패로 되어 있다. 각 짝패에는 0부터 9까지의 숫자가 쓰여 있다. 으뜸 패에는 세 가지가 있는데, 각각 "skip", "draw two", "reverse"라고 쓰여 있다. 검은색의 특수 패도 있는데, "wild"와 "wild draw four"가 그것이다. 각 짝패에 한 장만 있는 0을 제외하고 일반 패와 으뜸 패는 모두 두 장씩 있다. 또, "wild"와 "wild draw four"는 네 장씩 있어 모두 합하면 108 장의 카드를 갖고 놀이를 하게 된다.
놀이를 시작하기 위해, 각 참여자에게 일곱 장씩의 패가 주어지며, 남은 패 더미(가져가는 패 더미)의 맨 윗 장은 내(버리)는 패 더미를 위해서 옆에 젖혀 놓아 둔다. 만약 젖혀진 패가 특별한 기능이 있는 것이라면, 패를 나눠준 사람(딜러)이 그 패를 낸 것으로 취급하며, 패의 기능도 유효하다. 그러나 젖혀진 패가 wild draw four라면 더미로 되돌려지고 다음 패가 젖혀진다.
매 순서마다, 참여자들은 맨 위에 젖혀져 놓여있는 패와 짝패나 숫자가 같은 패를 내거나, wild 또는 wild draw four를 낸다. 만약 낼 수 있는 패가 없다면, 해당 순서의 참여자는 패 더미에서 한 장의 패를 가져간 뒤 곧 그 패를 내거나, 그대로 갖고 있는다. 참여자는 낼 수 있는 패가 있더라도 패 더미에서 패를 가져갈 수 있지만, 패를 가져간다면 가져간 패만 낼 수 있다(다른 참여자가 끝내는 것을 막기 위해서 일부러도 이렇게 하는 경우가 있음). 패를 내거나 더미에서 가져간 후, reverse가 적용되지 않은 경우, 시계방향으로 순서가 돌게 된다. 만약 더미가 빌 경우, 내(버리)는 패 더미를 섞어서 사용한다.
갖고 있던 모든 패를 내는 사용자가 이기게 된다. 패가 한 장만 남았을 때, 참여자는 "우노"라고 말해야만 한다, 그러나 "우노"를 외치지 않고는 게임에서 승리 할 수 없다.

### 으뜸 패와 특수 패
| 패             | 설명 |
| -------------- | --- |
| Draw two       | 다음 참여자가 두 장의 패를 가져가고, 순서는 넘어간다. 방어할 수 있다. 같은 카드로 방어하면 처음 낸 사람이 가져가야 한다.                                                                              |
| Skip           | 다음 참여자의 순서를 건너뛴다. |
| Reverse        | 놀이 순서의 방향을 바꾼다(시계방향에서 반시계방향으로, 반시계방향에서 시계방향으로). 두 명이 놀이를 할 때 reverse는 skip의 역할을 한다.                                                               |
| Wild           | 이 패를 내는 사람이 새로운 색깔의 짝패를 지정할 수 있다. 다음 참여자가 wild를 내어 다시 색깔을 바꿀 수 있다. 맟추어서 상대방이 2장을 가져갈 수도 있는데 도전을 안 할 수 있으며 실패하면 2장 가져간다. |
| Wild draw four | Wild와 같지만, 다음 참여자는 네 장의 패를 가져가고, 순서도 넘어간다. 현재의 색깔과 같은 패가 없을 때만 wild draw four를 낼 수 있다.                                                                   |

### 점수 내기
한 판이 끝나면, 각 참여자는 들고 있는 패의 점수를 센다. 0부터 9까지 쓰여있는 패는 그 숫자 대로의 값을 갖는다(어떤 놀이에서는 참여자들끼리 0을 10점으로 세도록 동의할 수 있다). 으뜸 패(skip, reverse, draw two)는 20점이고 특수 패(wild, wild draw four)는 50점으로 센다. 점수를 세는 방법에는 여러가지가 있다.
- 이긴 참여자가 모든 다른 참여자들의 점수를 합해 갖는다. 다른 참여자들은 점수를 갖지 못한다. 목표는 최종적으로 가장 높은 합산 점수를 얻는 것이다. 예를 들어, 몇 번의 판에 걸쳐서, 또는 일정한 시간 동안에 500점이나 그 이상의 점수를 얻는 사람이 이기게 된다. 그리고 이긴 참여자는 모든 다른

참여자들의 점수의 평균 점수를 얻는다.
- 각 참여자는 각자가 들고 있던 패의 총점을 점수로 얻는다. 이긴 참여자는 점수를 얻지 않는다. 목표는 가장 작은 점수를 얻는 것이다. 이런 방법에서는, 이기지는 못하더라도 낮은 점수를 얻는다면 잘 한 것이다. 승자를 결정하는 방법에는 또 여러가지가 있다.
  - 일정한 시간 동안 놀이를 하거나, 몇 판을 지정해 놀이를 한다.
  - (하트놀이에서처럼) 한 참여자의 점수가 500점이 되면 놀이를 끝낸다.
  - 지정한 점수를 넘는 참여자는 탈락하고, 남은 참여자들이 놀이를 계속 한다.

### 벌칙 패
일명 '멍청이카드'라고도 한다.
참여자가 "우노"라고 말하는 것을 잊었다면, 다른 참여자가 그에게 두 장의 벌칙 패를 가져가게 할 수 있다. 만약 다시 그 참여자의 순서가 될 때까지 아무도 눈치채지 못했다면, 벌칙을 받지 않아도 된다. "우노"라고 말하지 않은 참여자를 잘못 지적한 참여자에게는 벌칙이 없다.
다른 참여자에게 훈수를 할 경우, 두 장의 벌칙 패를 가져간다.
잘못된 패를 낼 경우, 두 장의 벌칙 패를 가져간다.
Wild draw four를 냈을 경우, 낼 수 있는 패가 있었는지를 확인하기 위해서 바로 다음 참여자가 이의를 제기할 수 있다. 만약 낼 수 있는 패가 없어서 wild draw four를 정당하게 사용한 경우, 이의를 제기한 참여자가 여섯 장의 벌칙 패를 가져간다. 만약, 낼 수 있는 패가 있었다면(속였다면), wild draw four를 낸 참여자는 네 장의 벌칙 패를 가져간다.

## 놀이의 변종
- 끼어들기 - 만약 어떤 참여자가 전의 참여자가 낸 패와 짝패와 색깔이 똑같은 패를 갖고 있다면, 자신의 순서가 아니라도 패를 낼 수 있다. 놀이는 사이의 참여자들을 건너뛰고, 해당 참여자부터 계속된다. 이 규칙을 적용하면 참여자의 수가 많은 경우, 놀이의 속도를 빠르게 할 수 있고, 자신의 순서가 아닐 때도 집중하도록 만들 수 있다. 항상 원래의 순서인 참여자와 끼어들 수 있는 패를 갖고 있는 참여자간의 경쟁이라는 것을 기억해야 한다. Draw two나 wild draw four가 나온 경우라면, 끼어들기 패를 내기 전에 참여자가 벌칙 패를 가져갈 때까지 기다릴 수 있다.
- 끼어들기 규칙이 적용된 놀이에서, 낼 수 있는 색깔의 다른 패가 있더라도 wild draw four를 낼 수 있다.
- 계속 가져가기 - 낼 패가 없어서 패 더미에서 패를 가져갈 경우, 낼 수 있는 패가 나올 때까지 패를 계속 가져갈 수 있다. 필요하다면 내(버리)는 패 더미를 섞어서 다시 쓴다.
- 여러 패 함께 내기 - 같은 숫자(7 등)나 기능(draw two 등)의 패를 두 장 또는 그 이상 갖고 있을 경우, 젖혀 놓여 있는 패와 숫자나 색깔이 같다면, 모두 한꺼번에 낼 수 있다.
- 킬러 우노 - 이 변종 놀이는 이름에서 보여지는 것처럼, 일반적인 놀이 방법보다 빠르고 더 공격적이다. 다음과 같은 네 개의 추가 규칙이 적용된다. 케이스 친-어-로이와 마크 봄가드너가 1987년 12월에 도입한 것이 최초로 확인된 적용이다.
  1. 계속 가져가기
  2. 끼어들기
  3. Draw 패의 누적 - 만약 draw two가 나왔는데 다음 참여자가 또 다시 draw two를 냈다면, 그 다음 순서의 참여자는 draw four의 적용을 받아 네 장의 벌칙 패를 가져가야 한다. 그 참여자가 draw two 패를 갖고 있다면, 같은 식으로 계속 draw two를 내서 누적시킬 수 있다. Wild draw four 패 역시 같은 식으로 누적된다. Draw two와 wild draw four는 서로간에 누적할 수 없다.
  4. 0 패 - 0이 쓰인 패가 나온다면, 놀이 순서의 방향으로 옆에 앉아 있는 참여자에게 자신이 갖고 있는 패를 모두 넘긴다. 따라서, 마지막 패로 0이 쓰인 패를 낸다면, 이웃 참여자의 패들을 다시 가져오게 됨으로, 놀이에서 이길 수 없다는 것에 주의해야 한다.
  5. 빨강 0 패 - 킬러 우노의 한 가지 변종 놀이에서, 빨강 0 패는 draw 10의 기능을 한다. 다른 색깔의 0 패들은 위의 규칙대로 패를 넘기게 한다.
- 빠른 우노 - 이 변종은 가장 빠르고, 비결정론적인 놀이 방식이다. 킬러 우노의 규칙에 몇 가지 다른 규칙이 추가된다. 2003년 1월과 2004년 7월 사이에 남아프리카 우노 리그에서 도입한 것으로 알려진다.
  1. 끼어들기
  2. Draw 패의 누적 - 결국 최대로 wild draw four 패가 누적되는 경우 16 장의 벌칙 패를 가져가게 된다.
  3. 7 패 - 7 패를 내는 참여자는 아무 다른 참여자를 골라 갖고 있는 패를 서로 맞바꾸어야 한다.
  4. 7 패의 방어 - 7 패를 낸 참여자가 다른 참여자와 갖고 있던 패들을 바꾸고자 할 때, 7 패를 갖고 있다면 방어할 수 있다. 그 결과, 다시 7 패를 낸 참여자는 먼저 7을 냈던 참여자에게 또 다른 참여자와 갖고 있던 패를 맞바꾸도록 지정할 수 있다.
  5. 0 패
  6. 패 떼기 - 맨 처음 패를 나누어 주는 참여자가 패를 뗀다. 만약 정확한 수의 패(참여자 당 7장의 패 x 참여자 수)를 뗀 경우 -50점을 얻는다.
  7. 내기 - 패를 나누어 주는 참여자가 패를 뗄 때, 다른 참여자들은 정확히 뗄런지 아닌지에 대해서 내기를 할 수 있다. 맞았다면 -50점을, 틀렸다면 50점을 얻는다.
  8. 해트 트릭 규칙 - 만약 같은 패가 세 번 나올 경우 해트 트릭 규칙이 적용된다. 해트 트릭의 마지막 패를 낸 참여자는 다른 참여자와 자리를 바꾸어야 한다(갖고 있는 패는 바꾸지 않는다). 같은 패가 세 번 넘게 나온다면, 마지막 패는 낸 참여자는 다른 아무 두 참여자의 자리를 맞바꿀 수 있다(역시 갖고 있는 패는 바꾸지 않는다).

## 비슷한 놀이

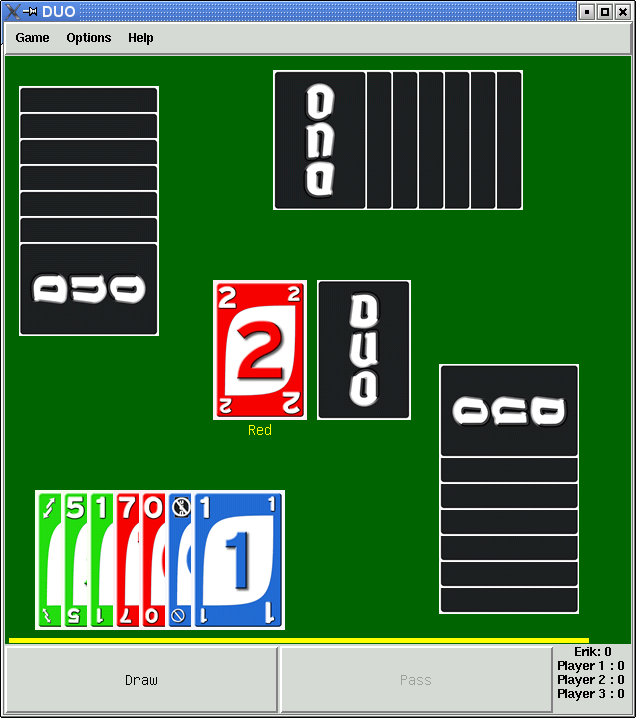
듀오는 우노의 컴퓨터용 무료 소프트웨어판이다.

- 마우 마우 (Mau Mau): (영어) 우노   - 보드게임긱 평점 4.20/10.00   크레이지 에이츠(Crazy Eights)와 같은 게임이다.
- 마오 (Mao): (영어) 우노   - 보드게임긱 평점 5.73/10.00
- 스킵-보 (SKIP-BO): (영어) 우노   - 보드게임긱 평점 5.15/10.00
- 핀란드식 우노 (Finlander's Uno)
- 마카오 (Macau)

우노는 스톱스 계의 카드 놀이이다. 스톱스 계의 카드 놀이의 목적은 다른 참여자가 패를 다 버리기 전에 자신의 패를 모두 버리는 것이다.